# Cimetière de Brillon
Le cimetière de Brillon est un cimetière situé dans le centre du village de Brillon, dans le Nord, en France.

## Description
Il existe six tombes du Commonwealth. Par une convention datée de 1939, les morts de Tilloy-lez-Marchiennes et de Bousignies sont inhumés dans ce cimetière car ces villages en sont dépourvus,.

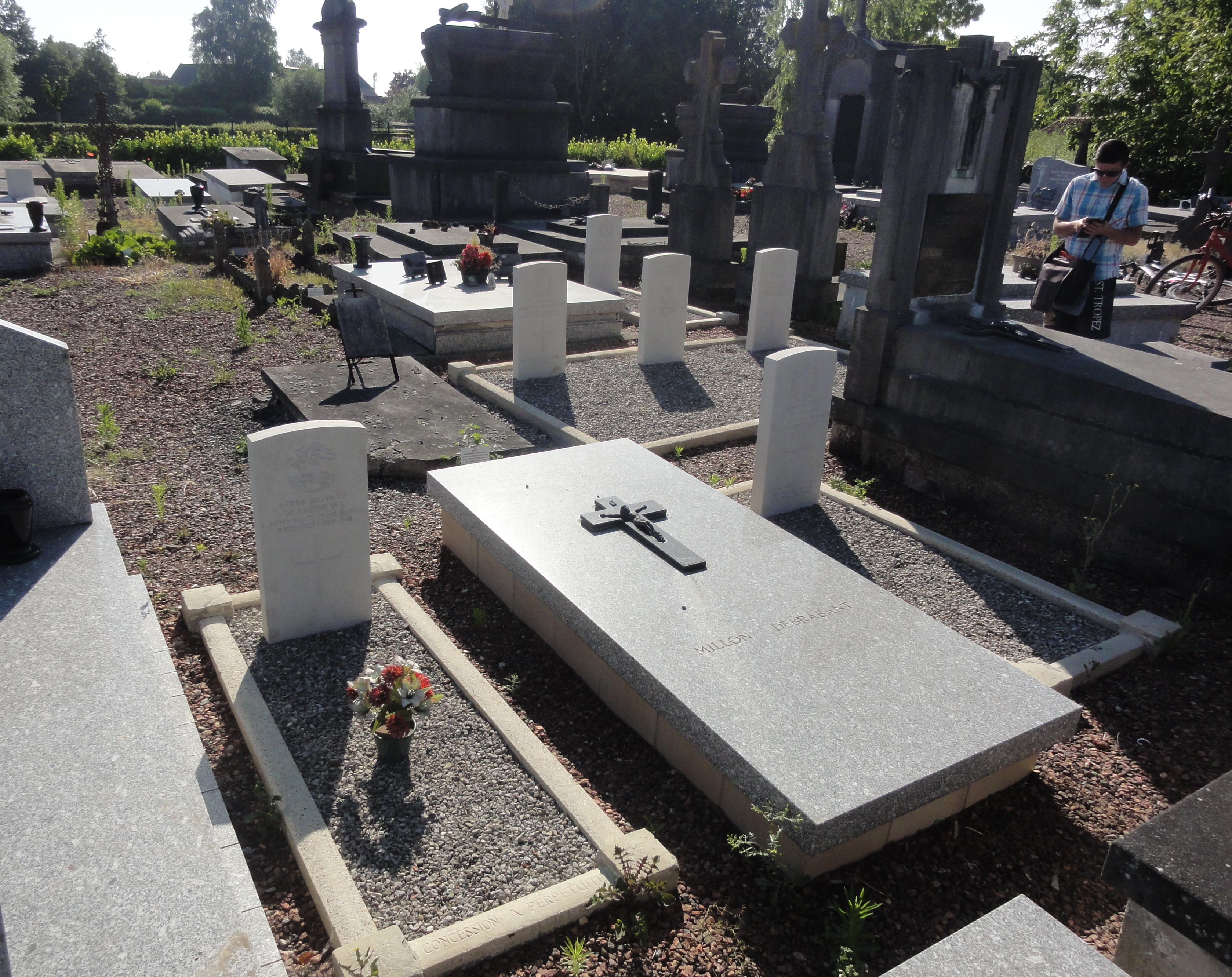
Les tombes du Commonwealth.
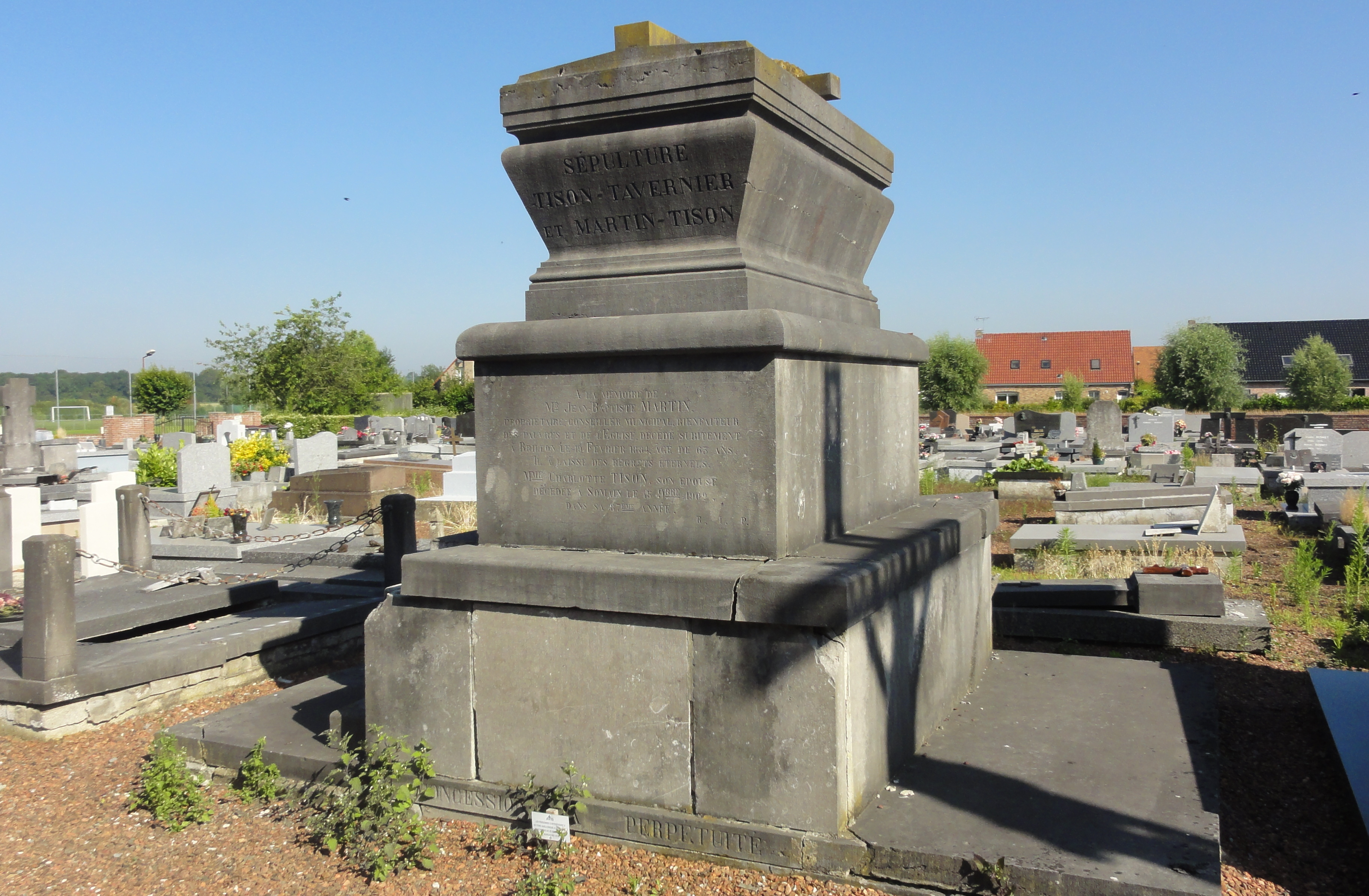
La tombe de Jean-Baptiste Martin, conseiller municipal.
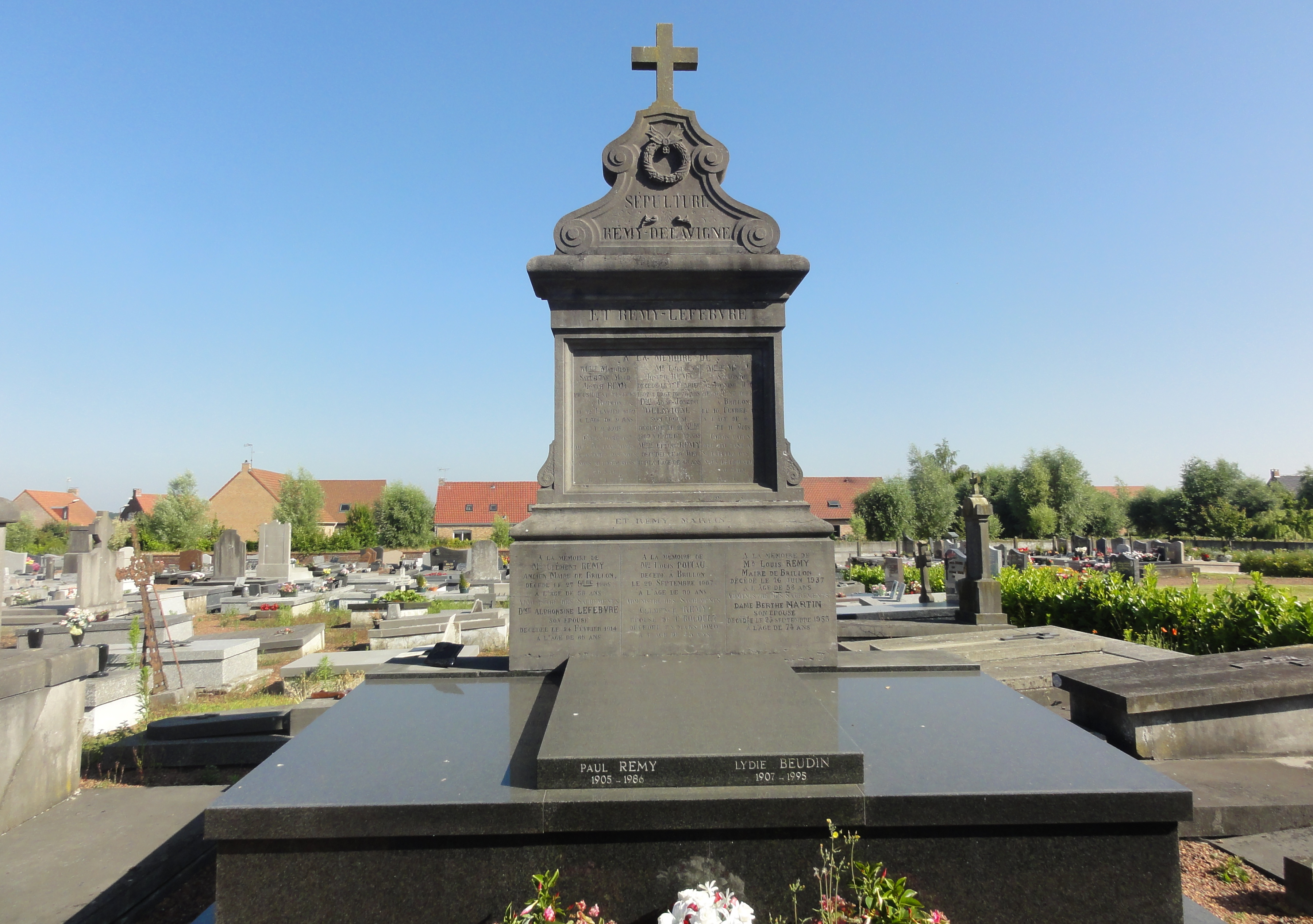
La tombe de Clément et Louis Rémy, maires de Brillon.
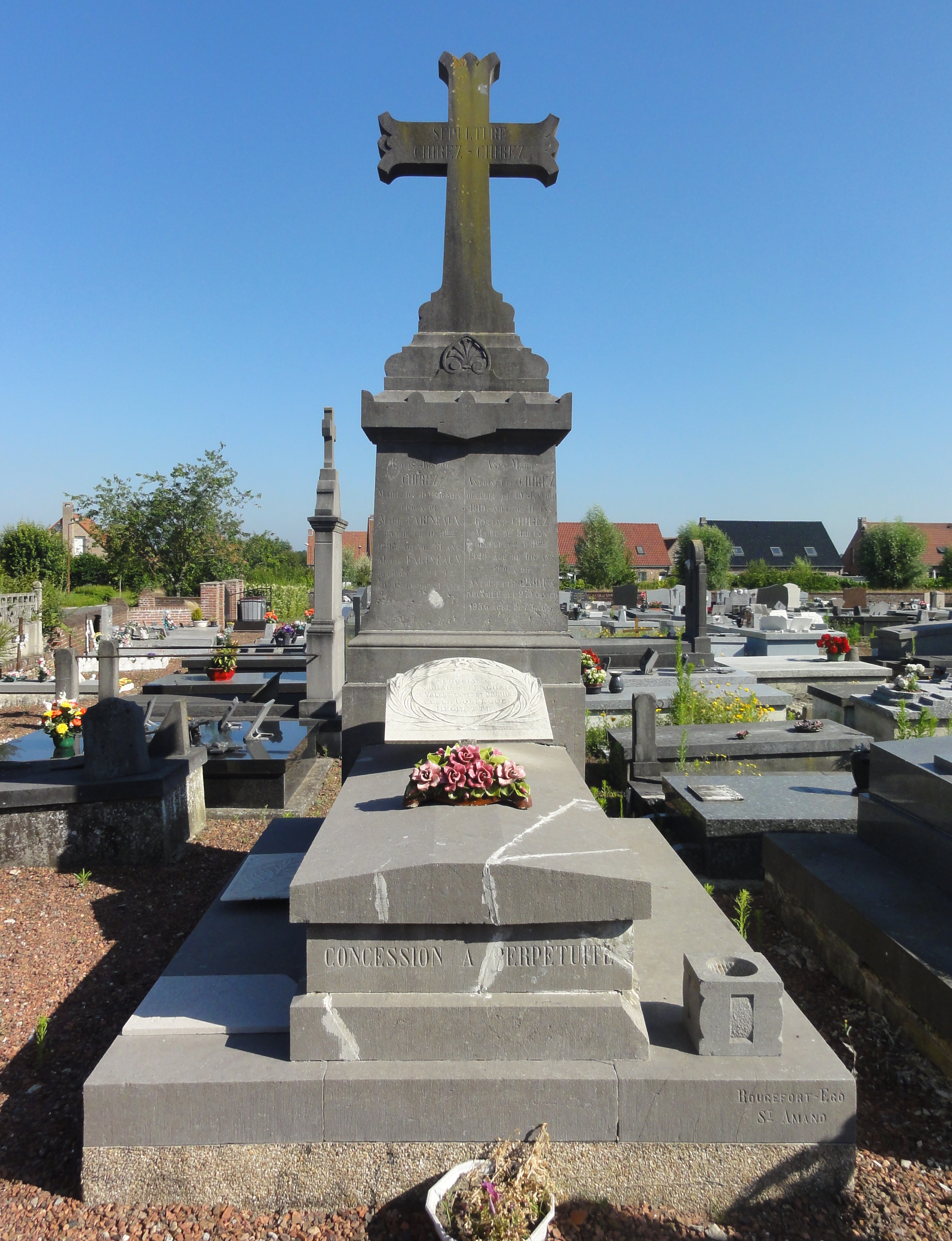
Tombe de Louis-Joseph Chirez, maire de Bousignies, et de Gustave Chirez, maire de Brillon.